# راجا بندهارا
راجا بندهارا (بالجاوية: راج بنداهارا) هو منصب ملايوي كان يُطلق على العاهل أو الحاكم في مملكة فهغ التي كانت موجودة في الفترة 1770-1881. الكلمة عبارة عن مزيج من الكلمة السنسكريتية راجا («الملك») و «بندهارا» («الوزير الكبير»). كان البندهارا المتعاقبون في سلطنة جوهر يحكمون ولاية فهغ كإقطاعية منذ أواخر القرن السابع عشر. وبحلول نهاية القرن الثامن عشر، برز بندهارا كحاكم مطلق لمملكة فهغ، وحمل لقب «راجا»، وأصبح يحكم ولاية فهغ بشكل مستقل بعد تواهي سلطة سلطان جوهر وتفكك السلطة.

## التاريخ
في ممالك الملايو الكلاسيكية، كان بندهارا أهم وأعلى منصب إداري في البلاط الملكي، وكان المنصب وراثي حيث يتم اختيار المرشحين من أحفاد الذكور لعائلة بندهاراا.
بدأ تحول بندهارا إلى أسرة ملكية في أواخر القرن السابع عشر، عندما توفي محمود شاه الثاني، آخر حكام جوهر من سلالة ملقا، دون وريث ذكر. في عام 1699 أصبح بندهارا تون عبد الجليل سلطانًا لجوهر وسمى نفسه عبد الجليل شاه الرابع بعد مقتل السلطان السابق محمود شاه الثاني دون ترك وريث وراءه. وسُميت سلالة السلطان عبد الجليل الرابع بسلالة بندهارا، ومُنح بنداهارا فهغ حق حكمها له ولنسله. وحكم بندهارا تون عباس ونسله فهغ وسُموا بـ «راجا بندهارا» حتى تون مطهر الذي أطيح به في حرب أهلية عام 1863.

## قائمة راجا بندهارا فهغ
| الاسم          | اللقب الملكي                         | فتره حكم  |
| -------------- | ------------------------------------ | --------- |
| تون عبد المجيد | سري بادوكا داتو بيندهارا بادوكا راجا | 1770-1802 |
| تون محمد       | سري بادوكا داتو بندهارا سري مهراجا   | 1802-1803 |
| تون قرظ        | سري بادوكا داتو بيندهارا بادوكا راجا | 1803-1806 |
| تون علي        | سري بادوكا داتو بندهارا سيوا راجا    | 1806-1847 |
| تون محمد مطهر  | سري بادوكا داتو بندهارا سري مهراجا   | 1847-1863 |
| تون أحمد       | سري بادوكا داتو بندهارا سيوا راجا    | 1863-1881 |